# 437
437 је била проста година.

## Догађаји
- Флавије Аеције, римски генерал (магистер милитум), обезбеђује опседнути град Нарбон (Јужна Галија) од краља Теодорика I. Он закључује мировни уговор са Визиготима и по други пут постаје конзул.
- 2. јул – Валентинијан III, 18 година, влада као цар Западним Римским Царством. Његова мајка Гала Плацидија завршава своје регентство, али наставља да врши политички утицај до своје смрти 450. године.
- 29. октобар – Валентинијан III учвршћује савез са источним царем Теодосијем II оженивши његову ћерку Ликинију Евдоксију у Цариграду. Ово означава поновно уједињење двеју грана Теодосијевог дома.
- Битка код Валопа: Амброзије Аурелијан, вођа Романо-Британаца, побеђује Англосаксонце под краљем Вортигерном. Њему су дата сва краљевства западне стране Британије (према Хисториа Британум).
- К'иницх Иак К'ук' Мо' умире након 11-годишње владавине. Он је оснивач и први владар претколумбијске цивилизације Маја са средиштем у Копану (савремени Хондурас).
- Сабор у Цариграду негира јурисикцију римског епископа у Илирији. Прокл Цариградски покушава да спроведе у дело саборске одлуке, а папа Сикст III подсећа илирске епископе на њихове обавезе према свом викару у Солуну.